# Semiothisa perfusaria
Semiothisa perfusaria là một loài bướm đêm trong họ Geometridae.